# 矢後嘉蔵

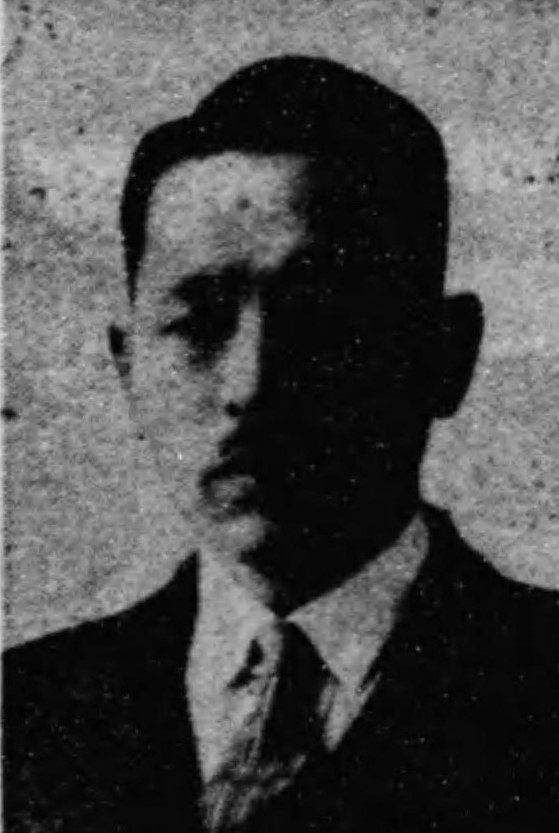
矢後嘉蔵

矢後 嘉蔵（戸籍名は嘉藏、やご かぞう、1900年（明治33年）9月25日 - 1984年（昭和59年）3月24日）は、大正から昭和期の農民運動家、政治家。衆議院議員。富山市会議員。富山県の農民運動、無産運動の草分け。

## 経歴
富山県婦負郡倉垣村荒屋（和合町を経て現富山市四方荒屋）で、海産物商・矢後六蔵、とき の12姉弟妹の第四子、長男として生まれる。1913年（大正2年）3月、倉垣尋常小学校（現富山市立倉垣小学校）を卒業。北海道寿都郡寿都町で父が経営する海産物商兼船問屋で働く。
1919年（大正8年）9月に上京し東京主計学校夜間部で学んだ。1923年（大正12年）ニシンの不漁、肥料販売不振のため東京に移ったが、同年、単身で北海道に戻る。1925年（大正14年）9月、北海道の事業を整理して帰郷した。
1926年（大正15年）富山高等学校教授・井汲卓一と知り合い、社会主義運動に導かれる。同年7月、農民運動家・萩原正清と面会し、農民運動への加わるきっかけとなる。1927年（昭和2年）4月、労働農民党富山支部連合会が結成され執行委員長に就任。1930年（昭和5年）5月、全国農民組合富山県支部連合会が正式に発足し常任執行委員に就任。1936年（昭和11年）7月、富山県農民組合連合会を結成し会長に就任。同年12月、社会大衆党富山支部が設立され支部長に就任。1937年（昭和12年）5月、社会大衆党公認で富山市会議員に当選。以後、社会大衆党中央委員、大日本農民組合中央委員を務めたが、1940年11月以降は社会情勢により農民運動が不可能となった。1941年（昭和16年）立山重工株式会社に入社に資材課長に就任した。
戦後、1945年（昭和20年）11月、日本社会党創立大会に出席し中央執行委員に就任。同月、矢後らの指導で立山重工に労働組合を結成。同月、社会党富山県支部連合会が設立され会長に就任。1946年（昭和21年）2月、日本農民組合富山県連合会が結成され常任執行委員に就任。同年4月の第22回衆議院議員総選挙で富山県全県区に社会党公認で出馬したが落選。1947年（昭和22年）4月の第23回総選挙で富山県第1区に出馬して当選し、衆議院議員に1期在任した。この間、社会党富山県支部連合会長、富山県配置売薬行商人協同組合理事長、富山県青果市場社長などを務めた。1949年（昭和24年）1月の第24回総選挙に出馬したが次点で落選した。
1949年（昭和24年）11月、3期在任した社会党富山県支部連合会長を退き常任委員に就任。社会党中央統制委員、日本農民組合富山県支部連合会長に就任。1952年（昭和27年）10月の第25回総選挙には党の資金調達の関係で出馬を断念。1953年（昭和28年）4月の第26回総選挙では社会党の公認を得られなかったが無所属で出馬して落選。そのため社会党を除名されたが、1957年（昭和32年）1月に復党した。その後、全日本農民組合富山県連合会長、社会党富山県本部顧問、衆議院前議員会会員、同会計監査を務めた。
1984年3月、愛知県渥美郡田原町（現田原市）の厚生連渥美病院で老衰により死去した。

## 伝記
- 北山郁子編『不敗の農民運動家矢後嘉蔵：生涯と事績』刀水書房、2008年。

## 親族
- 長女 北山郁子（医師、社会運動家）[23]
- 弟 矢後林蔵（労働運動家）[5]